# 러브 올 플레이
《러브 올 플레이》(일본어: ラブオールプレー)는 코세키 아사미가 지은 일본의 소설이다. 낱권책은 포플러사에서 전 4권으로 간행했다. 애니메이션은 닛폰 애니메이션과 OLM이 만들어 2022년 4월 8일부터 9월 24일까지 요미우리 TV 등에서 전 24화로 방영했다. 애니메이션의 소설판도 나오고 있다.

## 줄거리
미즈시마 료는 중학교에 들어온 뒤로 배드민턴부에 들어갔지만 제대로 된 지도자가 없어 료 특유의 체력으로 현 대회까지 진출했다. 거기에다 명문인 요코하마 미나토 고교 배드민턴부의 명장이신 에비하라 선생님은 료의 신체 능력을 높이 샀다. 료는 우유부단하고 허약해서 요코하마 미나토 고등학교에 가는 것을 주저하면서도 같은 학교 3학년의 성적 톱인 누나 리카에게 강렬하게 등을 떠밀려 진학할 것을 결심했다. 그동안 부족했던 경험을 쌓고 전국 고등학교 배트민턴 선수권 대회 우승을 향한 그의 청춘 스토리가 시작된다.